# Retiel
Retiel es una empresa argentina dedicada a la producción de indumentaria deportiva. Su mercado principal es el fútbol, aunque también confecciona indumentaria para hockey, básquet, handball y vóley.

## Historia
En 2011 Retiel se inició como patrocinador de clubes de fútbol comenzando a vestir al Club Atlético Argentino de Quilmes. Luego continuó con Club Sportivo Dock Sud, Club Social y Deportivo Tristán Suárez, Club Deportivo UAI Urquiza y Asociación Deportiva Berazategui, entre otros.